# 塞拉韦扎
塞拉韦扎（義大利語：Seravezza），是意大利卢卡省的一个市镇。总面积39平方公里，人口13440人，人口密度344.6人/平方公里（2009年）。ISTAT代码为046028。